# Гірко! 2
«Гірко! 2» (рос. «Горько! 2») — продовження російського комедійного фільму «Гірко!», яке було випущено 2013 року режисером Жорою Крижовніковим і продюсерами Іллею Бурцем, Дмитром Нелідовим, Тимуром Бекмамбетовим і Сергієм Свєтлаковим. Світова прем'єра кінострічки відбулася 12 жовтня 2014 року на швейцарському кінофестивалі «KINO. Фильмы из России и не только». У російський прокат «Гірко! 2» вийшов 23 жовтня 2014 року.
Фільм є найприбутковішим російським фільмом 2014 року (проте, порівнюючи з першою частиною, касові збори виявилися на 32 % менше).

## Синопсис
На відміну від першого, у другому фільмі розгортаються навколо похорону. Щоб не сплачувати борги, Борис Іванович інсценує свою смерть. Для достовірності він змушує рідних влаштувати поминки. Проте несподівано приїжджає Вітька Каравай — товариш по службі Бориса Івановича, який завойовує увагу всієї родини.

## У ролях
| Актор                 | Роль                                                          |
| --------------------- | ------------------------------------------------------------- |
| Ян Цапник             | Борис Іванович, чоловік Тетяни, вітчим Наталки                |
| Юлія Александрова     | Наталка, жінка Роми                                           |
| Олена Валюшкіна       | Тетяна, жінка Бориса Івановича, мати Наталки                  |
| Юлія Сулес            | Люба, жінка Євгена Геннадійовича, мати Роми, Олекси та Діми   |
| Василь Кортуков       | Євген Геннадійович, чоловік Люби, батько Роми, Олекси та Діми |
| Олександр Паль        | Олекса, брат Роми та Діми за прізвиськом Хіпарь               |
| Олександр Робак       | Вітька Каравай, товариш по службі Бориса Івановича            |
| Сергій Лавигін        | дядько Толя                                                   |
| Єгор Корєшков         | Рома, чоловік Наталки                                         |
| Валентина Мазуніна    | Ксюха, дівчина Олекси                                         |
| Сергій Свєтлаков      | камео                                                         |
| Сергій Габріелян мол. | Діма, молодший брат Роми та Олекси, оператор                  |

## Створення
Ідею зняти фільм «Гірко! 2» з'явилася ще під час зйомок кінокомедії «Гірко!». Зйомки розпочалися у травні 2014 року й проходили в Геленджику на 700-метровій горі Шахан. Чимало проблем для знімальної групи завдала погода: через хмари та туман довелося коригувати знімальний графік. До серпня 2014 року зйомки було завершено.
24 серпня творці фільму влаштували в кількох містах Російської Федерації застілля, що потрапило до Книги рекордів Росії як наймасовіше застілля, в якому взяло участь близько 4600 осіб.